# بوب ميلر (كرة سلة)
بوب ميلر (بالإنجليزية: Bob Miller)‏ مواليد 9 يوليو 1956 في لويفيل، هو لاعب كرة سلة أمريكي سابق. تم اختياره من قبل فريق فينيكس صنز خلال الدرافت. حمل الرقم 41. يبلغ طوله 6 قدم 10 بوصة (2.1 م). لعب مع سان أنطونيو سبرز في الدوري الأمريكي لكرة السلة للمحترفين.

## روابط خارجية
- بوب ميلر على موقع إن بي أي (الإنجليزية)
- بوب ميلر على موقع سبورتس رفرنس (الإنجليزية)
- بوب ميلر على موقع كلية كرة السلة في سبورتس رفرنس.كوم (الإنجليزية)
- بوب ميلر على موقع ريلجم (الإنجليزية)